# Boehmeria depauperata
Boehmeria depauperata är en nässelväxtart som beskrevs av Hugh Algernon Weddell. Boehmeria depauperata ingår i släktet Boehmeria och familjen nässelväxter. Inga underarter finns listade i Catalogue of Life.